# BookRage
BookRage – polski serwis internetowy, specjalizujący się w odpłatnej, ograniczonej czasowo dystrybucji pakietów e-booków o zróżnicowanej tematyce, w modelu rozpowszechnionym wcześniej przez serwis Humble Bundle. Sprzedaż pakietów trwa 14 dni. Koszt pakietu nie jest ustalony – nabywca decyduje, ile chce za niego zapłacić, a w przypadku części tytułów musi zapłacić więcej niż średnia wpłata. Dochody są dzielone w różnych proporcjach między autorów, lub ich spadkobierców, twórców serwisu oraz Fundację Nowoczesna Polska. Największą popularnością w pierwszych dwóch latach działania serwisu cieszył się pakiet powieści Janusza A. Zajdla, który został przez Book Rage udostępniony po raz pierwszy w formie elektronicznej i który zebrał ponad 100 tysięcy złotych. Założyciele serwisu – Paweł Dembowski, Michał Michalski i Tomasz Stachewicz – zostali uhonorowani nagrodą Śląkfa w kategorii Wydawca Roku 2013.